# Adam Oehlenschläger
Adam Gottlob Oehlenschläger (14. listopadu 1779, Kodaň – 20. ledna 1850, tamtéž) byl dánský dramatik a básník. Je považován za hlavního představitele národně orientovaného romantismu v dánské literatuře. Jeho báseň Der er et yndigt Land (To je krásná země) se později stala textem dánské národní hymny.

## Život
Narodil se v rodině varhaníka, který se později stal strážcem královského zámku ve Frederiksbergu. Matka trpěla patrně maniodepresivní psychózou. Naučil se psát a číst, ale do školy ho rodiče neposílali. Vyvinul se tak ovšem v dosti originální dítě – první verše napsal již v devíti letech.

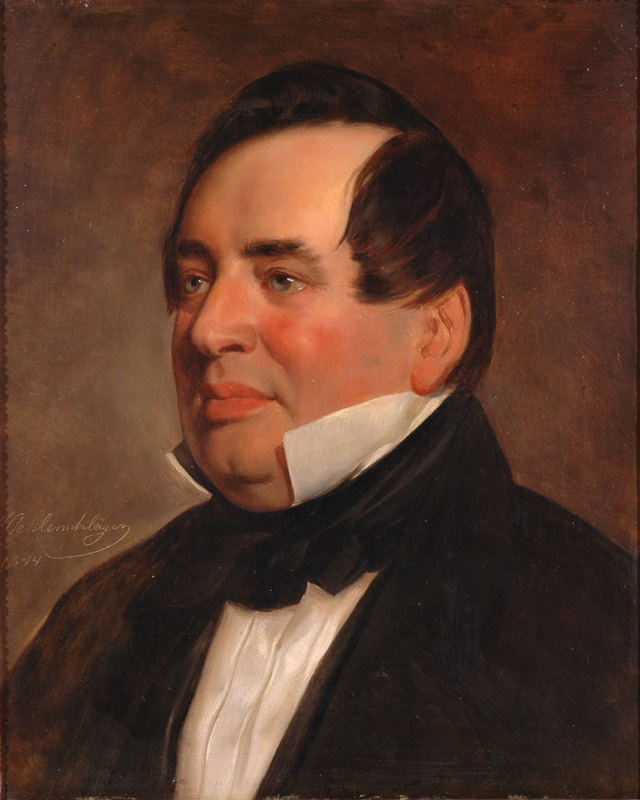
Adam Oehlenschläger na obraze Friedricha von Amerlinga z roku 1844

Díky náhodnému setkání s básníkem a ředitelem střední školy Edvardem Stormem mohl začít studovat střední školu, ačkoli neměl jiného předchozího vzdělání. Storm ho také seznámil se skandinávskou mytologií, což ho velmi ovlivnilo (zejm. v básnie Zlaté rohy z roku 1802). Po střední škole se zkoušel stát hercem, ale na radu svého bratra toho nechal a šel studovat na univerzitu v Kodani. Student nebyl příliš dobrý, mj. kvůli tomu, že mu v té době zemřela matka, vrhl se do psaní a prožívání poezie a studia mu také přerušila válka (viz Bitva u Kodaně). Ale atmosféra na kodaňské univerzitě ho přece jen silně ovlivnila, to když se z cest vrátil dánsko-německý filozof Henrik Steffens a přivezl do Kodaně nové impulsy romantismu, zejména poezii Goetha a Schillera. Adam se pro nový styl nadchl a začal psát výhradně v romantickém duchu - první báseň napsali společně se Steffensem po šestnáctihodinové horečné debatě v univerzitním klubu.
Ve dvaceti šesti letech již byl největší básnickou hvězdou Dánska. Díky tomu získal i státní cestovní stipendium. Čtyři roky pak mohl cestovat po Evropě, zejména po Německu (Halle, Berlín, Výmar, Drážďany, Paříž, Švýcarsko, Řím). Setkal se přitom s Humboldtem, Fichtem, Goethem, Madame de Staël, Bertelem Thorvaldsenem. Po návratu (1810) vedl katedru estetiky na kodaňské univerzitě. Od roku 1814 vedl též velmi dramatickou polemiku o smysl básnictví a romantismu s básníkem Jensem Imannuelem Baggesenem. Roku 1829 byl biskupem Esaiasem Tegnérem v katedrále švédského města Lund veřejně korunován vavřínovým věncem na krále severské poezie. V letech 1831–1832 byl rektorem univerzity.
K jeho vrcholným dílům patřili Severské básně z roku 1807, kam zařadil i pětiaktovou tragédii Hakon Jarl (napsal ji během cest v Halle) pojednávající o pohanském náčelníkovi, který je poražen křesťanským králem Olavem Tryggvasenem. Hra později posloužila jako námět symfonické básně Bedřicha Smetany. Krom severských motivů ho ale lákaly i ty orientální (zejm. mýtus o Aladinovi, k němuž se několikrát v životě vrátil).

## Výběrová bibliografie

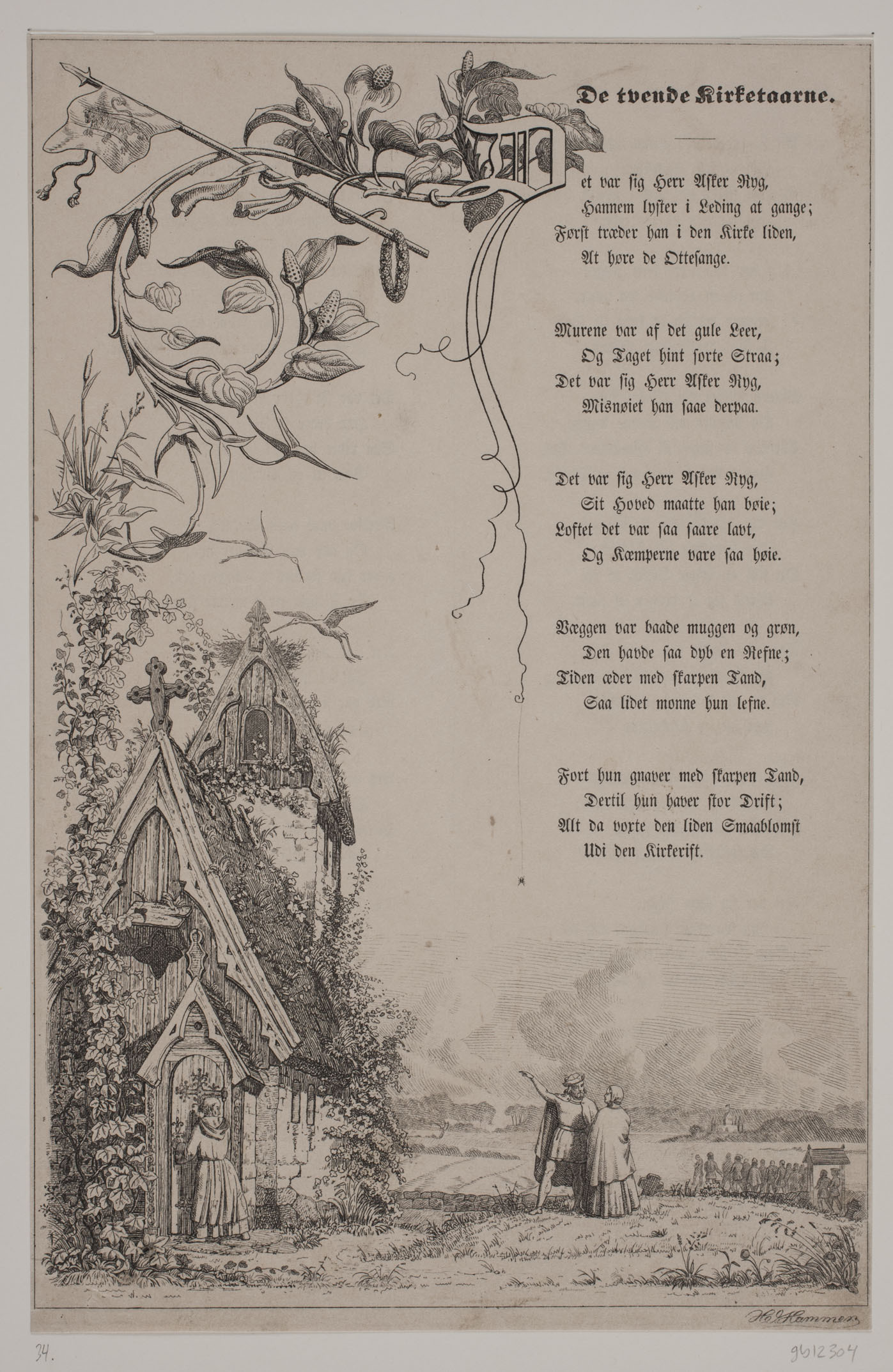
Ilustrace k básní De Tvende Kirketaarne (1844, Dvanáct kostelních věží) od Hanse Jørgena Hammera

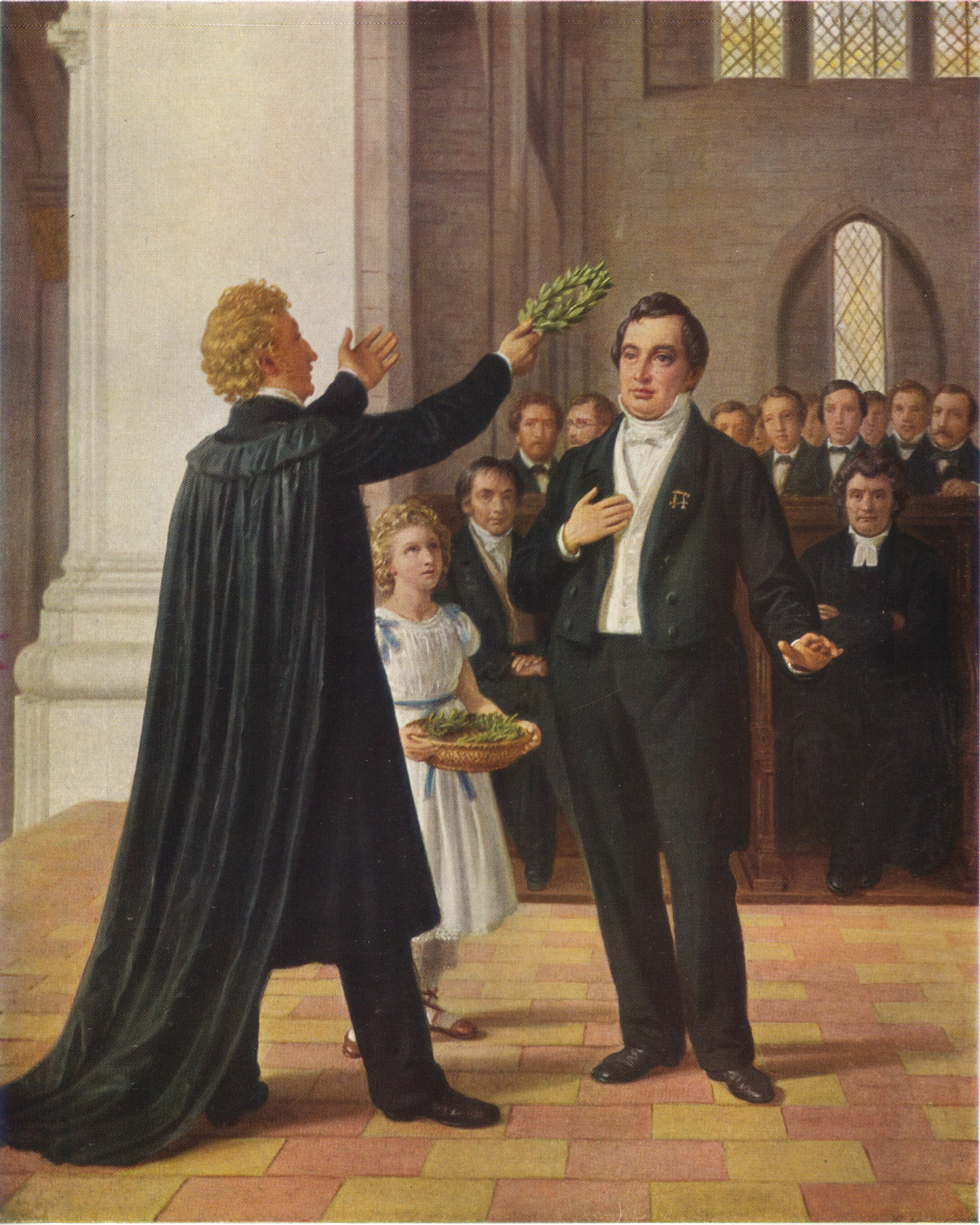
Oehlenschlägerova korunovace na krále severské poezie na obraze Constantina Hansena

- Digte (1803, Básně). Jde o básnickou sbírku, ve které autor na základě myšlenky o tvůrčí svobodě ruší hranice mezi žánry. Zařadil do ní jednu ze základních básní dánského romantismu Guldhornene (Zlaté rohy) z roku 1802, která je příkladem romantického využití severské mytologie, dále dramatickou skladbu Sankt Hansaften spil (Hra noci svatojánské) a také další žánrové útvary jako například romanci Hakon Jarls Död (Smrt Hakona Jarla). epiku s lyrikou, fantastické motivy s realistickými zobrazeními, parodii a humor s vážnými úvahami a vzenešenými idejemi.[2][3]
- Poetiske skrifter (1805, Básnické spisy), dvoudílný soubor autorových děl, který kromě dvou cyklů lyrických básní obsahuje jednu z nejobliíbenějších dánských divadelních her, pohádkovou hru o lidském zrání Aladdin eller Den forunderlige lampe (Aladdin neboli Zázračná svítilna).[2]
- Nordiske digte (1807, Severské básně), Básnická sbírka zpracovávající témata ze severských dějin a mytologie. Je v ní mimo jiné obsažena pětiaktová tragédie Hakon Jarl, pojednávající o pohanském náčelníkovi, který je poražen křesťanským králem.
- Corregio (1808), tragédie s hlavním hrdinou italským renesančním malířem Antoniem Allegrim da Correggio.
- Palnatoke (1809), tragédie o legendárním dánském hrdinovi.
- Axel og Valborg (1810), tragédie.
- Helge (1814), romance.
- Hagbarth og Signe (1815, Hagbarth a Signe), tragédie.
- Nordens guder (1819, Severští bohové), cyklus romancí.
- Erih og Abel (1820, Erik a Abel), tragédie.
- Varingerne i Miklagård (1827, Vajgarové v Cařihradě), tragédie.
- Hrolf Krake (1828), hrdinský epos.
- Dina (1842), sentimentálně romantická hra.
- Kjartan og Gudrun (1848, Kjartan a Gudrun), sentimentálně romantická hra.
- Erindrinder (1850-1857, Vzpomínky), posmrtně vydaná čtyřsvazková autobiografie.[3]

## Filmové adaptace
- Guldhornene (1914, Zlaté rohy), dánský němý film, režie Kay Van der Aa Kühle.
- Langelandsrejsen (1943), dánský film podle Oehlenschlägerovy básně z roku 1804.
- Aladdin (1952), dánský televizní film podle stejnojmenné autorovy hry, režie Finn Methling.
- Axel og Valborg (1961), dánský televizní film podle stejnojmenné autorovy hry, režie Torben Anton Svendsen.
- Sankt Hansaftenspil (1972), dánský krátký film podle autorova díla z roku 1802, režie Sten Jørgensen.
- Aladdin neboli Zázračná svítilna (1975), dánský třídílný televizní fllm podle stejnojmenné autorovy hry, režie Kaspar Rostrup.
- Sankt Hansaftenspil (1979), dánský televizní film, režie Jørgen Leth.